# معامله با شیطان (فیلم ۱۹۵۰)
معامله با شیطان (به ایتالیایی: Patto col diavolo) یک فیلم ملودرام ایتالیایی محصول ۱۹۵۰ به کارگردانی لوئیجی کیارینی با بازی ایسا میراندا، ژاک فرانسوا و ادواردو چانلی است. بیشتر فیلم در لوکیشنی در کالابریا در جنوب ایتالیا فیلمبرداری شده‌است.

## بازیگران
- ایسا میراندا
- ژاک فرانسوا
- ادواردو چانلی
- آنیباله برتونه
- گویدو چلانو
- اومبرتو اسپادارو
- لوئیجی تسی
- لامبرتو پیکاسو
- آن ورنون
- آوه نینکی
- آنجلو دسی
- اورسته فارس
- نیکو پپه
- کامیلو پیلوتو
- ککو ریسونه
- آلفردو روبرت
- ژاک سرنا
- سارو اورزی